# 1034 Моцартія
1034 Моцартія (1034 Mozartia) — астероїд головного поясу, відкритий 7 вересня 1924 року.
Тіссеранів параметр щодо Юпітера — 3,547.